# Warneton
Warneton là một xã của tỉnh Nord, thuộc vùng Hauts-de-France, miền bắc nước Pháp.

## Dân số
- 1962: 178
- 1968: 197
- 1975: 198
- 1982: 171
- 1990: 179
- 1999: 178